# 24 Hours

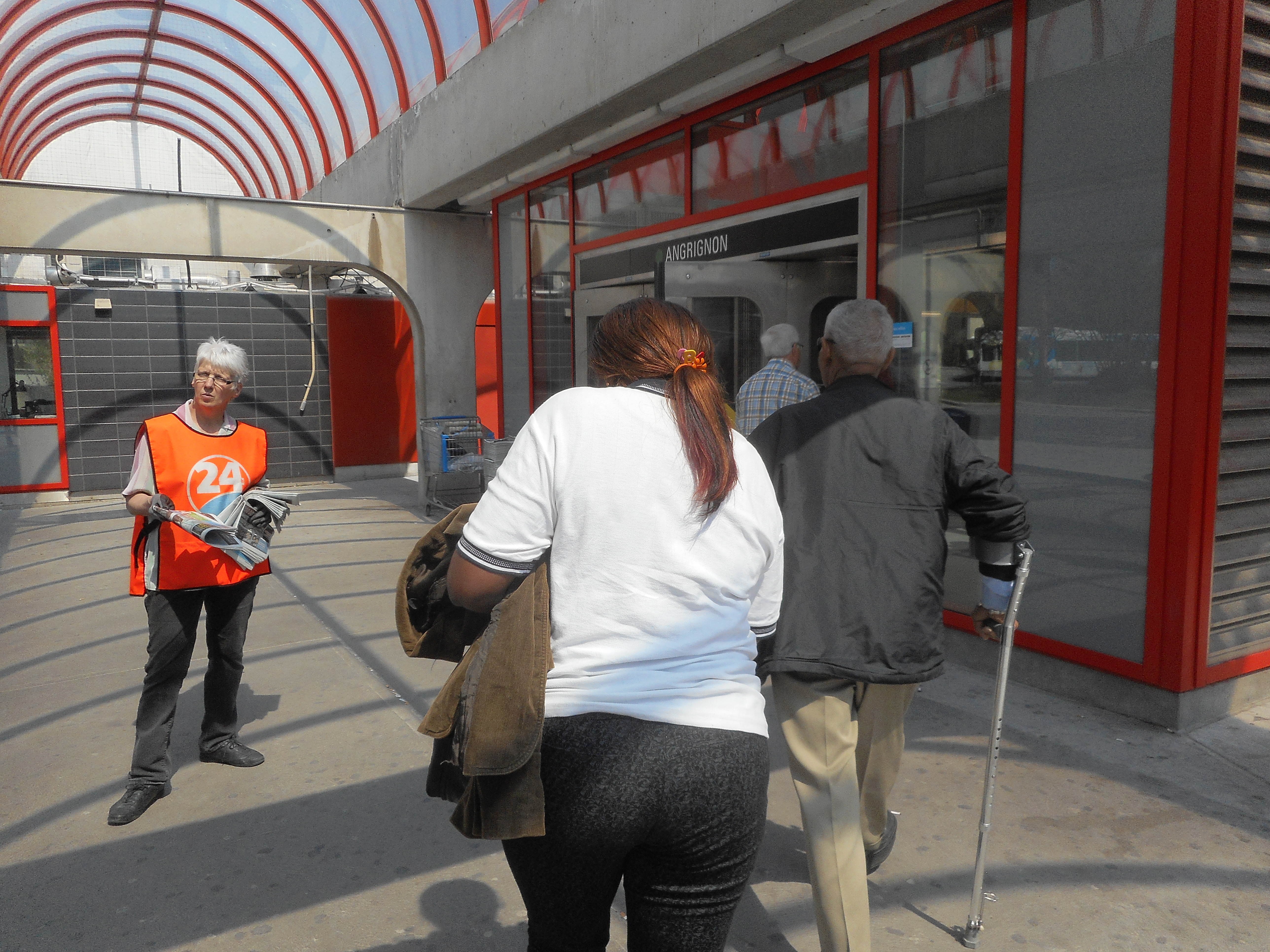
24 Hours, Verteilen bei einer Metrostation in Montreal (2016)

24 Hours ist eine kostenlose kanadische Pendlerzeitung. Sie wird von Sun Media herausgegeben, einem Unternehmen des Konzerns Quebecor Media. Die englischsprachige Version erscheint in Calgary, Edmonton, Ottawa, Toronto und Vancouver, die französischsprachige Version in Montreal (unter der Bezeichnung 24 Heures). Die Zeitung erscheint montags bis freitags. Die Vancouver-Ausgabe ist ein Joint Venture mit der Jim Pattison Group.